# طائر هونغشان
طائر هونغشان (الاسم العلمي:†Hongshanornis) هو جنس منقرض من الزواحف يتبع فصيلة طيور هونغشان من الطيريات الصدرية من فترة الطباشيري المبكر من رواسب بحيرة في تكوين ييكسيان، منغوليا الداخلية، الصين.
عُثِر على النموذج النوعي في عام 2005 ويحتفظ به حاليًا معهد الحفريات الفقارية وعلم الإنسان القديم في بكين. عُثِر عليه في أحافير Jianshangou ويعود تاريخه إلى 124.6 مليون سنة مضت.

## الوصف
طائر هونغشان يعتبر نوعًا صغيرًا، لاسيما بالمقارنة مع الأنواع المبكرة الأخرى من الطيور الحقيقية (الطيور مع تشريح الذيل الحديث)، يبلغ حجمه حوالي حجم سمنة، ويقدر أن العينات البالغة تزن حوالي 50 جرامًا (1.8 أونصة) في الحياة، مع جناحيها حوالي 320 ملم (1.05 قدم).